# Atomosia limbiventris
Atomosia limbiventris är en tvåvingeart som beskrevs av Thomson 1869. Atomosia limbiventris ingår i släktet Atomosia och familjen rovflugor.
Artens utbredningsområde är Uruguay. Inga underarter finns listade i Catalogue of Life.